# سازری
سازری (به فرانسوی: Sazeray) یک کمون در فرانسه است که در اندر واقع شده‌است. سازری ۲۲٫۶۹ کیلومتر مربع مساحت و ۳۲۸ نفر جمعیت دارد و ۴۳۸ متر بالاتر از سطح دریا واقع شده‌است.